# Mafia (album)
Mafia este albumul de debut al trupei B.U.G. Mafia, lansat la data de 20 septembrie 1995, la casa de discuri Amma Sound, mai existând și o copie pirat, comercializată de Pacific Records.
Mafia a fost lansat în tarabele din Piața Universității. Pe acest album, invitați pe piese sunt M&G și Marijuana, iar pe interludii Rona Hartner, “Coco” Coroianu, Ben, Alex. Materialul discografic înregistrat în studioul lui Tino Furtuna de la Holograf este al treilea ca dată a apariției pe piața din hip hop-ul românesc, după cele ale trupelor RACLA și Paraziții și urma să fie reeditat în ‘97, fără acordul trupei, la o altă casă de discuri, sub pretextul că ar fi un material nou. Băieții, deja cu un album la vânzare.
Membrii trupei în acea vreme erau: Klax 187 (Caddillac), Mr. Juice (D-o-o-m sau Tata Vlad) și Uzzi (Drama).

## Ordinea pieselor[3]
| Fața A |                                   |                                        |                             |         |  |
| Nr.    | Titlu                             | Autor(i)                               | Text                        | Lungime |  |
| 1.     | „A fost odată”                    | Klax 187                               | Mr. Juice                   | 1:13    |  |
| 2.     | „Copii focului” (Feat. Marijuana) | Mr. Juice, Marijuana, Klax 187 și Uzzi | Klax 187, Mr. Juice și Uzzi | 4:40    |  |
| 3.     | „La doi metri în pământ”          | Klax 187, Mr. Juice și Uzzi            | Mr. Juice, Klax 187 și Uzzi | 4:07    |  |
| 4.     | „Aaaah!... Ohhhh!...”             | Rona și Coco                           |                             | 1:17    |  |
| 5.     | „Bairam de cartier” (Feat. M&G)   | Klax 187, Mr. Juice, Uzzi și M&G       | Mr. Juice și Uzzi           | 3:53    |  |
| 6.     | „Viață de borfaș”                 | Mr. Juice, Klax 187 și Uzzi            | Mr. Juice                   | 5:31    |  |
| 7.     | „C.O.D.”                          | Mr. Juice, Uzzi și Klax 187            | Mr. Juice, Uzzi și Klax 187 | 3:45    |  |
| 8.     | „Psihopatu'”                      | Mr. Juice, Uzzi și Klax 187            | Uzzi, Klax 187 și Mr. Juice | 3:43    |  |

| Fața B          |                                           |                                        |                             |         |  |
| Nr.             | Titlu                                     | Autor(i)                               | Text                        | Lungime |  |
| 9.              | „B.U.G. Mafia”                            | Mr. Juice, Klax 187 și Uzzi            | Mr. Juice                   | 3:43    |  |
| 10.             | „Raid mafiot”                             | Mr. Juice, Uzzi și Klax 187            | Mr. Juice, Uzzi și Klax 187 | 3:30    |  |
| 11.             | „O noapte grea...”                        | Ben și Alex                            | Mr. Juice                   | 1:20    |  |
| 12.             | „Ucigaș”                                  | Mr. Juice și Klax 187                  | Mr. Juice                   | 4:01    |  |
| 13.             | „Înc'o cruce'n cimitir” (Feat. Marijuana) | Uzzi, Mr. Juice, Klax 187 și Marijuana | Uzzi, Mr. Juice și Klax 187 | 4:33    |  |
| 14.             | „Respect”                                 |                                        |                             | 4:45    |  |
| 15.             | „1 Număr, 2 numere, 3 numere... Gata!?”   | Uzzi, Mr. Juice și Klax 187            | Uzzi                        | 2:40    |  |
| Lungime totală: | Lungime totală:                           | Lungime totală:                        | Lungime totală:             | 52:41   |  |